# Station Brest-Aspe

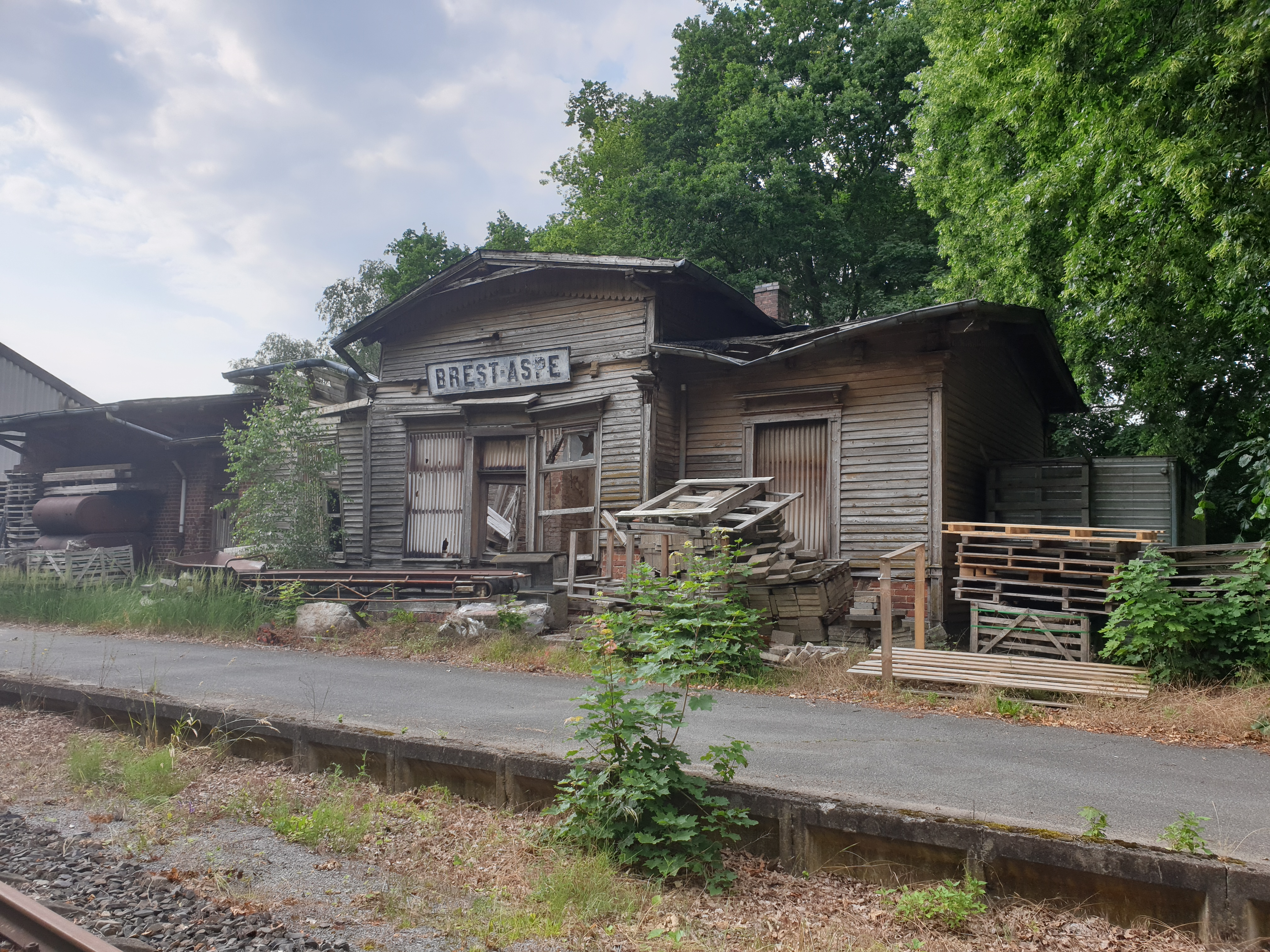
Voormalig stationsgebouw

Station Brest-Aspe (Bahnhof Brest-Aspe) is een spoorwegstation in de Duitse plaats Groß Aspe, in de deelstaat Nedersaksen. Brest ligt hemelsbreed 1 kilometer van het station. Het station ligt aan de spoorlijn Bremerhaven-Wulsdorf - Buchholz. Het station telt één perronspoor.
Op het station stoppen alleen treinen van de EVB. Het station is niet in beheer bij DB Station&Service AG, maar in beheer bij de EVB. Hierdoor is het station niet gecategoriseerd. 

## Treinverbindingen
De volgende treinserie doet station Brest-Aspe aan:
| Serie | Treinsoort         | Route                                                                                | Bijzonderheden |
| ----- | ------------------ | ------------------------------------------------------------------------------------ | -------------- |
| RB 33 | Regionalbahn (EVB) | Buxtehude – Brest-Aspe – Bremervörde – Bremerhaven Hbf – Bremerhaven-Lehe – Cuxhaven |                |